# Seznam slovenských hráčů v NHL v sezóně 1982/1983
Seznam slovenských hráčů v NHL v sezóně 1982/1983 uvádí slovenské hokejisty, kteří v této sezóně hráli za některý tým v kanadsko-americké NHL.

| Tým                 | Věk | Hráč           | Post | Počet zápasů ZČ | Branky ZČ | Asistence ZČ | Body ZČ | Počet zápasů v play off | Branky v play off | Asistence v play off | Body v play off |
| ------------------- | --- | -------------- | ---- | --------------- | --------- | ------------ | ------- | ----------------------- | ----------------- | -------------------- | --------------- |
| Quebec Nordiques    | 26  | Peter Šťastný  | F    | 75              | 47        | 77           | 124     | 4                       | 3                 | 2                    | 5               |
| Quebec Nordiques    | 23  | Anton Šťastný  | F    | 79              | 32        | 60           | 92      | 4                       | 2                 | 2                    | 4               |
| Quebec Nordiques    | 29  | Marián Šťastný | F    | 60              | 36        | 43           | 79      | 2                       | 0                 | 0                    | 0               |
| Toronto Maple Leafs | 25  | Peter Ihnačák  | F    | 80              | 28        | 38           | 66      | Ne                      |                   |                      |                 |

- F = Útočník